# Newzealandia clintonensis
Newzealandia clintonensis är en plattmaskart som först beskrevs av Arthur Dendy 1895.  Newzealandia clintonensis ingår i släktet Newzealandia och familjen Geoplanidae. Inga underarter finns listade i Catalogue of Life.